# S&M2
S&M2 (стилізовано як S&M 2) — концертний альбом американського треш-метал-гурту Metallica та Симфонічного оркестру Сан-Франциско. Він став продовженням альбому S&M, який вийшов 1999 року. Як і свій попередник, він був записаний під час живого виступу в Сан-Франциско в Chase Center у 2019 році. Виступ також було знято на відео, воно вийшов 9 жовтня 2019 року.
Альбом отримав золотий статус у Польщі.

## Передісторія і запис
21 і 22 квітня 1999 року Metallica у співпраці з симфонічним оркестром Сан-Франциско та Майклом Кейменом записали та зняли концерт у Berkeley Community Theatre. Виступ вийшов як фільм та концертний альбом у листопаді 1999 року.
У березні 2019 року Metallica анонсувала S&M2, який так само було виконано у співпраці з Симфонічним оркестром Сан-Франциско. Концерт був записаний і знятий на арені Chase Center у Сан-Франциско 6 і 8 вересня 2019 року. Диригентами оркестру стали Едвін Аутвотер і Майкл Тілсон Томас, а режисером Вейн Айшем (який також знімав S&M). Виступ також ознаменував урочисте відкриття Chase Center.

## Випуск
Фільм вийшов у прокат 9 жовтня 2019 року. Він зібрав понад 1,2 мільйона доларів у північноамериканському прокаті та 5,5 мільйона доларів у міжнародному прокаті, що зробило його найкасовішою рок- кінематографічною подією в історії. У результаті 30 жовтня 2019 року фільм було показано повторно в кінотеатрах.
Концертний альбом вийшов 28 серпня 2020 року. Реліз на Blu-ray включав оновлену версію фільму.

## Відгуки критиків
На сайті Metacritic альбом отримав середню оцінку 78 на основі восьми рецензій.
Критики загалом оцінили альбом як гідного наступника S&M. Пол Бранніган з Kerrang! дав найкращу оцінку виконанню, написавши, що альбом «є даниною зростаючій впевненості Metallica як музикантів і композиторів, а також абсолютним підтвердженням їхнього рішення повернутися до одного зі своїх найнатхненніших творчих походів».
У своїй рецензії Енді Куш з Pitchfork вважає, що альбом має ті ж проблеми, що й S&M. Куш написав, що пісні не підходять для оркестрового супроводу, заявивши: «Найкращі пісні Metallica, попри те, що вони складні й амбітні, насправді не дуже підходять для додаткової оркестровки, яку вони тут отримують, саме тому, що вони вже досить симфонічні». Куш також критикував вибір пісень для S&M2, зазначивши, що «з 20 музичних творів більш ніж половина з'явилися в подібній формі понад два десятиліття тому на першому S&M».

## Комерційний успіх
S&M2 дебютував під номером 4 у Billboard з 56 000 еквівалентних альбомних одиниць, з яких 53 000 припадає на продаж альбомів.

## Треклист
| Диск 1 | Диск 1                     | Диск 1                                               | Диск 1     |
| #      | Назва                      | Автор                                                | Тривалість |
| ------ | -------------------------- | ---------------------------------------------------- | ---------- |
| 1.     | «The Ecstasy of Gold»      | Енніо Морріконе                                      | 2:41       |
| 2.     | «The Call of Ktulu»        | Кліфф Бертон Дейв Мастейн Джеймс Гетфілд Ларс Ульріх | 9:14       |
| 3.     | «For Whom the Bell Tolls»  | Бертон Гетфілд Ульріх                                | 4:37       |
| 4.     | «The Day That Never Comes» | Гетфілд Кірк Гемметт Ульріх Роберт Трухільйо         | 8:27       |
| 5.     | «The Memory Remains»       | Гетфілд Ульріх                                       | 5:42       |
| 6.     | «Confusion»                | Гетфілд Ульріх                                       | 6:41       |
| 7.     | «Moth into Flame»          | Гетфілд Ульріх                                       | 6:18       |
| 8.     | «The Outlaw Torn»          | Гетфілд Ульріх                                       | 10:03      |
| 9.     | «No Leaf Clover»           | Гетфілд Ульріх                                       | 5:30       |
| 10.    | «Halo on Fire»             | Гетфілд Ульріх                                       | 8:17       |

| Диск 2 | Диск 2                                                                        | Диск 2                           | Диск 2     |
| #      | Назва                                                                         | Автор                            | Тривалість |
| ------ | ----------------------------------------------------------------------------- | -------------------------------- | ---------- |
| 1.     | «Intro to Scythian Suite»                                                     |                                  | 5:17       |
| 2.     | «Scythian Suite, Opus 20 II: The Enemy God and the Dance of the Dark Spirits» | Сергій Прокоф'єв                 | 3:39       |
| 3.     | «Intro to the Iron Foundry»                                                   |                                  | 1:03       |
| 4.     | «The Iron Foundry, Opus 19»                                                   | Олександр Мосолов                | 4:16       |
| 5.     | «The Unforgiven III»                                                          | Гетфілд Гемметт Ульріх Трухільйо | 8:19       |
| 6.     | «All Within My Hands»                                                         | Гетфілд Ульріх Гемметт Боб Рок   | 6:13       |
| 7.     | «(Anesthesia) — Pulling Teeth»                                                | Бертон                           | 7:27       |
| 8.     | «Wherever I May Roam»                                                         | Гетфілд Ульріх                   | 6:32       |
| 9.     | «One»                                                                         | Гетфілд Ульріх                   | 9:23       |
| 10.    | «Master of Puppets»                                                           | Бертон Гетфілд Гемметт Ульріх    | 8:29       |
| 11.    | «Nothing Else Matters»                                                        | Гетфілд Ульріх                   | 6:39       |
| 12.    | «Enter Sandman»                                                               | Гетфілд Гемметт Ульріх           | 8:45       |

| Blu-ray | Blu-ray                                                      | Blu-ray    |
| #       | Назва                                                        | Тривалість |
| ------- | ------------------------------------------------------------ | ---------- |
| 1.      | «Intro (Wherever I May Roam / All Within My Hands)» (medley) |            |
| 2.      | «The Ecstasy of Gold» (instrumental)                         |            |
| 3.      | «The Call of Ktulu» (instrumental)                           |            |
| 4.      | «For Whom the Bell Tolls»                                    |            |
| 5.      | «The Day That Never Comes»                                   |            |
| 6.      | «The Memory Remains»                                         |            |
| 7.      | «Confusion»                                                  |            |
| 8.      | «Moth into Flame»                                            |            |
| 9.      | «The Outlaw Torn»                                            |            |
| 10.     | «No Leaf Clover»                                             |            |
| 11.     | «Halo on Fire»                                               |            |
| 12.     | «Intro to Scythian Suite»                                    |            |
| 13.     | «Scythian Suite»                                             |            |
| 14.     | «Intro to the Iron Foundry»                                  |            |
| 15.     | «Iron Foundry»                                               |            |
| 16.     | «The Unforgiven III»                                         |            |
| 17.     | «All Within My Hands»                                        |            |
| 18.     | «(Anesthesia) – Pulling Teeth» (instrumental)                |            |
| 19.     | «Wherever I May Roam»                                        |            |
| 20.     | «One»                                                        |            |
| 21.     | «Master of Puppets»                                          |            |
| 22.     | «Nothing Else Matters»                                       |            |
| 23.     | «Enter Sandman»                                              |            |
| 24.     | «Credits»                                                    |            |
| 25.     | «Behind the Scenes: Making of the Show»                      |            |
| 26.     | «All Within My Hands Promo»                                  |            |

## Учасники запису
Metallica
- Джеймс Гетфілд — головний вокал, ритм-гітара, гітарне соло в «Nothing Else Matters», «Master of Puppets» і «The Outlaw Torn», акустична (ритм) гітара в «All Within My Hands», продюсування
- Ларс Ульріх — ударні, продюсування
- Кірк Гемметт — соло-гітара, бек-вокал, акустична (соло) гітара в «All Within My Hands», ситара у «Wherever I May Roam»
- Роберт Трухільйо — бас-гітара, бек-вокал

Симфонічний оркестр Сан-Франциско
- Едвін Аутвотер — диригент
- Майкл Тілсон Томас — диригент у «Scythian Suite, Opus 20 II: The Enemy God and the Dance of the Dark Spirits», «The Iron Foundry, Opus 19», «The Unforgiven III» та «Enter Sandman», клавішні на «Enter Sandman»
- Скотт Пінґел — соло на басу для «(Anesthesia) — Pulling Teeth»
- Надя Тіхман (концертмейстер), Джеремі Констант, Маріко Смайлі, Мелісса Кляйнбарт, Сарн Олівер, Наомі Казама Халл, Віктор Ромасевич, Юн Чу, Юкіко Кураката, Кеті Кадараух — перші скрипки
- Джессі Феллоуз, Поліна Седух, Девід Чернявський, Раушан Ахмедьярова, Чень Чжао, Адам Сміла, Сара Натсон, Юна Лі — другі скрипки
- Юнь Цзе Лю, Джон Шенінг, Крістіна Кінг, Джина Купер, Девід Годрі, Метью Янг, Девід Кім, Ненсі Северанс — альти
- Амос Янг, Маргарет Тейт, Джил Рачуї Бріндел, Стівен Трамонтоцці, Шу-Ї Пай, Річард Андая, Міріам Перкофф, Адель-Акіко Кернс — віолончелі
- Скотт Пінґел, Деніел Г. Сміт, С. Марк Райт, Чарльз Чандлер, Кріс Гілберт, Вільям Рітчен — баси
- Робін МакКі, Лінда Лукас, Кетрін Пейн — флейти
- Джеймс Баттон, Памела Сміт, Расс де Луна — гобої
- Луїс Баез, Девід Нойман, Джером Сімас к ларнети
- Стівен Полсон, Роб Вір, Стівен Браунштейн — фаготи
- Роберт Ворд, Джонатан Рінг, Брюс Робертс, Деніел Хокінс, Кріс Купер, Джошуа Паулус, Джефф Гарза — валторни
- Аарон Шуман, Джозеф Браун, Роберт Джамбруно, Джон Фріман — труби
- Тімоті Хіггінс, Нік Платофф, Джон Енгелькс, Джефф Будін — тромбони
- Джеффрі Андерсон — туба
- Едвард Стефан — литаври
- Джейкоб Нісслі, Джеймс Лі Ваятт III, Том Хемфілл, Роберт Клігер — перкусія
- Дуглас Ріот — арфа
- Марк Шапіро — клавішні
- Марго Кізер, Джон Кемпбелл, Метт Грей — бібліотекарі

Додаткові музиканти
- Аві Вінокур — бек-вокал у «All Within My Hands»

Технічний персонал
- Грег Фідельман — виробництво, зведення
- Едвін Аутвотер — музичний напрямок
- Майкл Тілсон Томас — додаткова концептуалізація
- Брюс Кофлін, Майкл Кеймен — аранжування
- Скотт Пінґел — аранжування на тему «(Anesthesia) — Pulling Teeth»
- Емілі Грішем, Адріана Грейс, Девід Хорн, Ларрі Співак, Фредерік Олден Террі — переписувачі
- Енн Шаттлсворт, Патрік ДіЧенсо — транскриптори
- Джон Харріс, Джей Вікарі, Брайан Фланцбаум — інженер звукозапису
- Бран Віббертс, Боб Вартінбі, Чарлі Кемпбелл, Майк Фортунато, Джиммі Голдсміт, Дейв Шверколт — група запису
- Сара Лін Кілліон, Ден Монті, Джим Монті, Джейсон Госсман, Кент Метке, Біллі Джо Бауерс — інженерія, монтаж
- Боб Людвіг — мастеринг
- Антон Корбійн — фотографія групи
- Стен Мусілек — обкладинка/інструментальна фотографія
- Бретт Мюррей — додаткове знімання глядачів
- Девід Тернер — дизайн упаковки альбому, художнє керівництво
- Alex Tenta — верстка альбомної упаковки, додаткова арт-режисура

## Чарти
| Чарт (2020)                                          | Найвища позиція |
| ---------------------------------------------------- | --------------- |
| Австралія Australian Albums (ARIA)                   | 1               |
| Австрія Austrian Albums (Ö3 Austria)                 | 1               |
| Бельгія Belgian Albums (Ultratop Flanders)           | 1               |
| Бельгія Belgian Albums (Ultratop Wallonia)           | 2               |
| Канада Canadian Albums (Billboard)                   | 4               |
| Чехія Czech Albums (ČNS IFPI)                        | 4               |
| Данія Danish Albums (Hitlisten)                      | 3               |
| Нідерланди Dutch Albums (MegaCharts)                 | 1               |
| Фінляндія Finnish Albums (Suomen virallinen lista)   | 3               |
| French Albums (SNEP)                                 | 4               |
| Німеччина German Albums (Offizielle Top 100)         | 1               |
| Угорщина Hungarian Albums (MAHASZ)                   | 2               |
| Ірландія Irish Albums (OCC)                          | 2               |
| Італія Italian Albums (FIMI)                         | 13              |
| Нова Зеландія New Zealand Albums (Recorded Music NZ) | 7               |
| Norwegian Albums (VG-lista)                          | 6               |
| Польща Polish Albums (ZPAV)                          | 3               |
| Португалія Portuguese Albums (AFP)                   | 1               |
| Шотландія Scottish Albums (OCC)                      | 1               |
| Spanish Albums (PROMUSICAE)                          | 3               |
| Швейцарія Swiss Albums (Schweizer Hitparade)         | 2               |
| Велика Британія UK Albums (OCC)                      | 2               |
| Велика Британія UK Rock & Metal Albums (OCC)         | 1               |
| США Billboard 200                                    | 4               |
| США Top Classical Albums (Billboard)                 | 1               |
| США Top Hard Rock Albums (Billboard)                 | 1               |
| США Top Rock Albums (Billboard)                      | 1               |

| Чарт (2020)                         | Позиція |
| ----------------------------------- | ------- |
| Austrian Albums (Ö3 Austria)        | 71      |
| Belgian Albums (Ultratop Flanders)  | 123     |
| Belgian Albums (Ultratop Wallonia)  | 55      |
| French Albums (SNEP)                | 183     |
| German Albums (Offizielle Top 100)  | 7       |
| Polish Albums (ZPAV)                | 30      |
| Spanish Albums (PROMUSICAE)         | 81      |
| Swiss Albums (Schweizer Hitparade)  | 42      |
| US Top Classical Albums (Billboard) | 1       |
| US Top Rock Albums (Billboard)      | 58      |

| Чарт (2021)                         | Позиція |
| ----------------------------------- | ------- |
| US Top Classical Albums (Billboard) | 10      |

## Сертифікації
| Регіон                                                      | Сертифікація | Продажі |
| ----------------------------------------------------------- | ------------ | ------- |
| Польща (ZPAV)                                               | Золотий      | 10 000  |
| продажі+прослуховування, що базуються лише на сертифікаціях |              |         |

## Нотатки
1. ↑  Основним диригентом виступив Едвін Аутвотер. Томас диригував лише під час виконання "Scythian Suite, Opus 20 II: The Enemy God and the Dance of the Dark Spirits", "The Iron Foundry, Opus 19" і "The Unforgiven III", а також диригував "Enter Sandman", перш ніж пересів за клавішні і залишив диригування Аутвотеру[7]